# Furacão Sergio (2018)
O furacão Sergio foi um poderoso ciclone tropical de longa duração que afetou a Península de Baja California como uma tempestade tropical que causou inundações significativas em todo o sul do Texas. Com formação no final de setembro de 2018, Sergio tornou-se o oitavo furacão de categoria 4 no Pacífico em 2018, quebrando o antigo recorde de sete estabelecido pelo Furacão Olaf na temporada de furacões no Pacífico de 2015, que se formou em meados de outubro. Como a vigésima tempestade nomeada, o décimo primeiro furacão e o nono maior furacão da temporada, em 24 de setembro Sergio tem origem de um sistema localizado no noroeste da América do Sul. Em 29 de setembro, o Centro Nacional de Furacões monitorou a perturbação por vários dias enquanto o sistema se organizava em uma tempestade tropical. Sergio fortaleceu-se gradualmente pelos próximos dias enquanto viajava para oeste-sudoeste, tornando-se um furacão em 2 de outubro. A tempestade então se voltou para o noroeste enquanto passava por uma rápida intensificação e um ciclo de substituição da parede do olho, antes de atingir o pico como um furacão de categoria 4 em 4 de outubro, com ventos máximos sustentados de 230 km/h (140 mph). O furacão manteve o pico de intensidade por 12 horas antes de passar por uma segunda substituição da parede do olho e virar para sudoeste. Em 6 de outubro, o sistema então iniciou outro período de intensificação, atingindo um pico secundário com ventos de 201 km/h (125 mph). No dia seguinte, Sergio iniciou um terceiro ciclo de substituição da parede do olho, caindo abaixo da força de um furacão. Ao mesmo tempo, o sistema inesperadamente assumiu algumas características anulares. Nos dias seguintes, o ciclone fez uma curva de sudoeste para nordeste, enfraquecendo para uma tempestade tropical em 9 de outubro Sergio atingiu o continente como uma tempestade tropical em 12 de outubro na Península da Baixa Califórnia, e mais tarde no noroeste do México como uma depressão tropical antes de se dissipar no início de 13 de outubro.
O percurso de Sergio garantiu a emissão de alertas de tempestade tropical e avisos ao longo das costas oeste e leste da Baixa Califórnia a partir de 10 e 11 de outubro. O ciclone atingiu a costa oeste de Baja California Sur e Sonora em 13 de outubro como uma tempestade tropical e depressão tropical, respectivamente, causando mais de US$ 2 milhões em danos, mais de mil fechamentos de escolas e algumas centenas de evacuações devido a inundações severas. Os restos de Sergio trouxeram fortes chuvas para o Arizona, resultando no fechamento da sua feira estadual. Vários tornados também surgiram no Texas como resultado do aumento da humidade. Cerca de US$ 548.000 em danos ocorreram nos dois estados. Nenhum ferimento ou morte foi relatado em associação com o furacão ou seus remanescentes.

## História meteorológica
As origens do furacão Sergio podem ser rastreadas até um sistema que estava localizado no noroeste da América do Sul em 24 de setembro Embora incerto, existe a possibilidade de que Sergio tenha surgido de uma onda tropical que partiu da costa oeste da África em 13 de setembro. O Centro Nacional de Furacões (NHC) previa em 25 de setembro que uma área de baixa pressão se formaria algumas centenas de milhas ao sul do Golfo de Tehuantepec em duas a partir de então. Um sistema de baixa pressão se materializou algumas centenas de quilómetros a sudeste da costa sul do México por volta das 12:00 UTC em 26 de setembro. O NHC continuou a rastrear a perturbação por mais alguns dias, enquanto o sistema viajava de oeste-noroeste, antes de se transformar na tempestade tropical Sergio em 29 de setembro às 12:00 UTC, enquanto aproximadamente 385 mi (620 km) ao sul de Zihuatanejo, México. Ao contrário da maioria dos outros ciclones tropicais, Sergio não possuía um núcleo de vento interno. Em vez disso, os ventos máximos sustentados estavam localizados em uma faixa de chuva de aproximadamente 205 km a leste do centro.
Apesar de estar localizado em um ambiente favorável de altas temperaturas da superfície do mar e baixo cisalhamento do vento, Sergio só se intensificou gradualmente ao longo dos próximos dias. Finalmente, em 2 de outubro às 00:00 UTC, o sistema se tornou um furacão de categoria 1. Enquanto isso, a tempestade seguiu logo ao sul do oeste enquanto uma crista de nível médio se desenvolvia ao norte. Nesse ponto, a tempestade havia desenvolvido um olho bem definido cercado por nuvens a −85 °C (−121 °F). O furacão então começou um período de rápida intensificação, alcançando o status de furacão de categoria 3 por volta das 18:00 UTC. A velocidade do vento então se estabilizou por cerca de 18 horas em que o sistema passou por um ciclo de substituição da parede do olho. Ao mesmo tempo, a crista de nível médio enfraqueceu, resultando na tempestade que se dirigiu para o noroeste. Sergio iniciou então outro período de intensificação, tornando-se o oitavo furacão de categoria 4 da temporada em 4 de outubro às 00:00 UTC, quebrando o antigo recorde de sete estabelecido na temporada de furacões de 2015 no Pacífico. Seis horas depois, o sistema atingiu o pico com ventos máximos sustentados de 230 km/h (140 mph) e uma pressão central mínima de 942 mbar (27,82 inHg), enquanto localizado a cerca de 1325 km ao sudoeste de Cabo San Lucas. A tempestade manteve o pico de intensidade por 12 horas antes de enfraquecer devido a outro ciclo de substituição da parede do olho. Como resultado, a sua estrutura se deteriorou, o olho desbotando e o topo das nuvens ao redor esquentando. Uma distante crista de latitude média fez com que Sergio se voltasse para o sudoeste a partir de 5 e 6 de outubro.
Em 5 de outubro às 06:00 UTC depois de atingir o fundo da escala como um furacão de categoria inferior 3, Sergio começou a se intensificar mais uma vez, chegando a um pico secundário com ventos de 201 km/h (125 mph) em 6 de outubro às 00:00 UTC. Após manter a sua intensidade por 18 horas, o furacão começou a enfraquecer por volta das 00:00 UTC em 7 de outubro devido à ressurgência e um terceiro ciclo de substituição da parede do olho. Logo depois, Sergio iniciou outra curva, girando de sudoeste para nordeste ao longo dos dias seguintes devido à influência de um cavado de latitude média. Ele adquiriu inesperadamente algumas características anulares no início de 7 de outubro com o olho dobrando de tamanho, enquanto a maioria das características de faixas desapareceu. O sistema enfraqueceu gradualmente nos próximos dois dias, caindo para o status de tempestade tropical em 9 de outubro às 18:00 UTC, devido ao resfriamento das temperaturas da superfície do mar. Sergio atingiu a costa perto de Los Castros, Baja California Sur, por volta das 12:00 UTC em 12 de outubro, como 80 km/h (50 mph) tempestade tropical. Depois de cruzar a Península da Baja California e atravessar o Golfo da Califórnia, a tempestade fez um segundo desembarque perto de Guaymas, Sonora, como uma depressão tropical por volta das 18:00 UTC, antes de se dissipar no noroeste do México por volta da meia-noite.  Seus remanescentes continuaram em direção ao nordeste, causando fortes chuvas e tornados nos Estados Unidos.

## Preparações e impacto

### México
O Governo do México emitiu um alerta de tempestade tropical em 10 de outubro ao longo da costa oeste da Península da Baixa Califórnia de Punta Eugenia a Cabo San Lazaro e ao longo da costa leste da Baía San Juan Bautista para San Evaristo. Conforme Sergio se aproximava rapidamente da península no dia seguinte, o alerta de tempestade tropical na costa oeste foi atualizado para um aviso de tempestade tropical, enquanto os alertas na costa leste foram atualizados para avisos no final do dia. Todos os alerta e avisos foram interrompidos quando Sergio se mudou para o interior. Agências de proteção civil em Baixa Califórnia, Baja California Sur e Sonora emitiram alertas amarelos, indicativos de perigo moderado, em antecipação a condições climáticas severas.  Vários municípios ao redor da área do desembarque em Sonora tiveram alertas laranja, que sinalizaram alto perigo. O Plano DN-III-E e o Plano da Marinha foram ativados com antecedência para a Baja California Sur, permitindo ao Exército Mexicano ajudar nos esforços de socorro e nas operações de resgate. Um alerta azul, significando perigo mínimo, foi emitido para Sinaloa e abrigos de emergência foram abertos devido à chuva e proximidade de Sergio.
Sergio atingiu o continente no oeste da Baja California Sur e mais tarde em Sonora, trazendo fortes chuvas e ventos fortes ao norte do México. Na Baja California Sur, o impacto de Sergio foi mínimo, com casas sofrendo quedas de energia e danos no telhado. Várias estradas e escolas em Loreto foram danificadas. Em Sonora, quase 400 as pessoas tiveram que evacuar para um abrigo temporário como resultado das inundações. Ventos fortes de até 70 km/h (43 mph) árvores derrubadas, postes de serviços públicos e casas e empresas danificadas em Guaymas, causando aproximadamente MX$ 40 milhões ( US$ 2,12 milhões) em danos, bem como várias falhas de energia. Hermosillo sofreu inundações nas ruas que impediram o tráfego e transbordaram esgotos em várias áreas; várias falhas de energia também ocorreram. Um show programado para acontecer na cidade foi cancelado por motivos de segurança pública. Em Punta de Aqua II, mais de 128 mm (5.05 in) de chuva. Mazatlán e Plutarco Elías Calles relataram chuvas totais de 117 mm (4.59 in) e 115 mm (4.53 in), respectivamente. O município de Puerto Peñasco foi impactado, causando danos às casas da região por inundações. Mais de 1.000 escolas foram fechadas em Chihuahua e aulas em 72 municípios de Sinaloa foram suspensos. No município de Nuevo Casas Grandes, em Chihuahuan, fortes chuvas inundaram ruas e casas. Em todo o estado de Michoacán, os efeitos combinados de Sergio e do furacão Rosa destruíram 35,000 ha (86,000 acres) de colheitas.

### Estados Unidos
As altas ondas de Sergio afetaram o Havaí e seus remanescentes se moveram para o Arizona, Califórnia e Texas, gerando fortes chuvas e gerando vários tornados. Sergio produziu 10–15 ft (3.0–4.6 m) ondas e correntes de ar ao longo da costa da Ilha Grande do Havaí, Maui, Molokai e Oahu em 10 de outubro. Como resultado, avisos de alto surf foram emitidos para costas voltadas para o leste. Essas ondas foram gradualmente relaxando ao longo dos próximos dias. Nenhum ferimento ou dano foi relatado no Havaí.
No Arizona, uma baixa e remanescente de humidade de nível superior do Pacífico de Sergio levou a fortes chuvas; algumas áreas em Phoenix registaram chuvas totais de 76 mm (3 in) e inundação na  tornozelo. A Feira do Estado do Arizona foi fechada pela primeira vez na "memória recente" devido a inundações. Os danos no recinto da feira e nas estradas circundantes foram estimados em US$ 50.000. Uma parte da Old US Route 80 foi fechada entre Gila Bend e Buckeye após chuvas superiores a 25 mm (1 in) por hora causou inundações na área. Chuvas moderadas a fortes nos desertos a sudeste de Phoenix causaram inundações repentinas, interrompendo o tráfego na rota estadual 187 entre as rotas estaduais 87 e 387. O escoamento das chuvas fortes nas montanhas de Maricopa atravessou a State Route 238, resultando em vários fechamentos de Mobile ao Bosque e US$ 2.000 em danos. Numerosos outros fechamentos de estradas ocorreram em toda a Área Metropolitana de Phoenix como resultado de enchentes, danos na região totalizando aproximadamente US $ 73.000. A humidade dos resquícios de Sergio também entrou no sul da Califórnia, produzindo tempestades principalmente ao sul de Point Conception. Tempestades generalizadas causaram enchentes em todo o Vale Coachella, com um total de precipitação de 12 horas de 18 mm (0.72 in) observada em Palm Desert. Na vizinha Índio, grite até 25 mm (1 in) de diâmetro. Cheias até 1.5 ft (0.46 m) profundas foram relatadas em um segmento da Interestadual 10 perto de Cactus City. Vários fechamentos de estradas relacionados a enchentes também ocorreram perto de Rimlon e Thousand Palms.
Os remanescentes de Sergio passaram pelo Texas a partir de 12 de outubro–13, produzindo fortes tempestades que causaram US $ 475.000 em danos em todo o estado. Cerca de US$ 15.000 em danos foram relatados após 69 mph (111 km/h) rajadas de vento danificaram uma unidade de armazenamento entre Eureka e Mildred. Rajadas de vento de 75 mph (121 km/h) causou cerca de US$ 4.000 em danos a linhas de energia e uma garagem perto de Greenwood. Fora de Shiloh, 75 mph (121 km/h) rajadas de vento destruíram um celeiro de metal e danificaram ou destruíram várias árvores, resultando em US$ 5.000 em danos. Rajadas de vento entre 65–70 mph (105–113 km/h) foram relatados2 em vários outros condados. Também houve relatos de granizo em vários condados. Fora de Baxter, granizo 38 mm (1.5 in) de diâmetro caiu em várias propriedades, causando US$ 5.000 em danos. As inundações repentinas afetaram o estado, resultando em vários fechamentos de estradas. Em Wink, a interseção da State Highway 115 e Wildcat Drive foi fechada devido a uma inundação. Fora de Midland, a State Highway 158 sofreu inundações perto da Interestadual 20.
Pelo menos dez tornados surgiram no Texas como resultado do aumento da humidade. Um EF2 O tornado perto de Knickerbocker danificou extensivamente um edifício de metal e arrancou ou rachou muitas árvores, causando US$ 200.000 em danos. Em Brady, um EF0 O tornado arrancou uma árvore, o que fez com que outra caísse sobre uma casa, o que provocou danos ao telhado, resultando em US$ 150.000 em danos. Aproximadamente US$ 25.000 em danos ocorreram perto de Sardis quando um EF0 O tornado danificou uma esquina de um ginásio, quebrou janelas em carros, derrubou postes de luz e placas de impedimento em um estacionamento e virou um reboque em um campo próximo. Dois tornados ocorreram perto de Chat. O primeiro foi um EF0 tornado que danificou algumas árvores, bem como telhas e cercas em várias casas, gerando US$ 15.000 em danos. O segundo foi um EF1 tornado que danificou substancialmente uma casa, danificou o telhado e o convés de outra, destruiu um galpão e virou um barco e um reboque de trailer, resultando em danos de cerca de US$ 50.000. Um EF0 O tornado perto de Brandon causou cerca de US$ 5.000 em danos a árvores. Pelo menos mais quatro EF0 ocorreram tornados:2 dois no condado de Navarro, um no condado de Freestone, e um no condado de Panola.